# 梅森 (內華達州)
梅森（英語：Mason）是位於美國內華達州萊昂縣的非建制地區。

## 歷史
梅森的郵局於1908年設立，其後於1964年停運。

## 地理
梅森所處的海拔為高於海平面1350米（即4429英呎），而該地所採用的時區為UTC-8，即太平洋时区（PST）。同時該地設有夏令時間，為UTC-8調快一小時，即UTC-7（PDT）。